# Amitus spiniferus
Amitus spiniferus är en stekelart som först beskrevs av Juan Brèthes 1914.  Amitus spiniferus ingår i släktet Amitus och familjen gallmyggesteklar. Inga underarter finns listade i Catalogue of Life.